# Безден
Безден (болг. Безден) — село в Болгарии. Находится в Софийской области, входит в общину Костинброд. Население составляет 395 человек (2022).

## Политическая ситуация
Безден подчиняется непосредственно общине и не имеет своего кмета.
Кмет (мэр) общины Костинброд — Красимир Вылов Кунчев (Болгарская социалистическая партия (БСП)) по результатам выборов.